# Ministerio de Justicia (Corea del Sur)
El Ministerio de Justicia de Corea del Sur es un ministerio de nivel ministerial que supervisa los asuntos de justicia y está dirigido por el ministro de Justicia. Es responsable del enjuiciamiento, las sentencias, el control de la inmigración y la protección de los derechos humanos.
Su sede se encuentra en el edificio #1 del complejo gubernamental de Gwacheon, en la provincia de Gyeonggi.
Creado el 17 de julio de 1948, el Ministerio de Justicia es el único ministerio cuyo nombre nunca ha sido cambiado o alterado en la historia de la República de Corea.

## Agencias
- Servicio Correccional de Corea

## Lista de Ministros de Justicia
| No. | Nombre          | Tiempo en el mandato     | Tiempo en el mandato     | Tiempo en el mandato | Presidente              | Ref.         |
| No. | Nombre          | Asumió el cargo          | Deja el cargo            | Tiempo en el cargo   | Presidente              | Ref.         |
| --- | --------------- | ------------------------ | ------------------------ | -------------------- | ----------------------- | ------------ |
| 1   | Lee In          | 2 de agosto de 1948      | 5 de junio de 1949       | 307 días.            | Rhee Syng-man           | [ 3 ]        |
| 2   | Kwon Seung-ryul | 6 de junio de 1949       | 21 de mayo de 1950       | 349 días.            | Rhee Syng-man           | [ 3 ] [ 4 ]  |
| 3   | Yi U-ik         | 22 de mayo de 1950       | 22 de noviembre de 1950  | 184 días.            | Rhee Syng-man           | [ 3 ]        |
| 4   | Kim Jun-yeon    | 23 de noviembre de 1950  | 6 de mayo de 1951        | 164 días             | Rhee Syng-man           | [ 3 ]        |
| 5   | Jo Jin-man      | 7 de mayo de 1951        | 4 de marzo de 1952       | 302 días             | Rhee Syng-man           | [ 3 ]        |
| 6   | Seo Sang-hwan   | 5 de marzo de 1952       | 29 de junio de 1954      | 2 años y . 116 días. | Rhee Syng-man           | [ 3 ]        |
| 7   | Jo Yong-sun     | 30 de junio de 1954      | 15 de septiembre de 1955 | 1 año y 77 días.     | Rhee Syng-man           | [ 3 ]        |
| 8   | Yi Ho           | 16 de septiembre de 1955 | 19 de febrero de 1958    | 2 años y 156 días    | Rhee Syng-man           | [ 3 ]        |
| 9   | Hong Jin-ki     | 20 de febrero de 1958    | 23 de marzo de 1960      | 2 años y 32 días     | Rhee Syng-man           | [ 3 ]        |
| 10  | Kwon Seung-ryul | 25 de abril de 1960      | 19 de agosto de 1960     | 116 días.            | Heo Jeong (acting)      | [ 3 ]        |
| 11  | Jo Jae-cheo     | 23 de agosto de 1960     | 2 de mayo de 1961        | 252 días.            | Yun Bo-seon             | [ 3 ]        |
| 12  | Yi Byeong-ha    | 3 de mayo de 1961        | 18 de mayo de 1961       | 15 días,             | Yun Bo-seon             | [ 3 ]        |
| 13  | Go Won-jeung    | 19 de mayo de 1961       | 8 de enero de 1962       | 234 días.            | Yun Bo-seon             | [ 3 ]        |
| 14  | Jo Byeong-il    | 9 de enero de 1962       | 31 de enero de 1963      | 1 año y 22 días.     | Park Chung-hee (acting) | [ 3 ]        |
| 15  | Jang Yeong-sun  | 1 de febrero de 1963     | 21 de abril de 1963      | 79 días.             | Park Chung-hee (acting) | [ 3 ]        |
| 16  | Min Bok-ki      | 22 de abril de 1963      | 16 de diciembre de 1963  | 3 años y 156 días.   | Park Chung-hee (acting) | [ 3 ]        |
| 16  | Min Bok-ki      | 17 de diciembre de 1963  | 25 de septiembre de 1966 | 3 años y 156 días.   | Park Chung-hee          | [ 3 ]        |
| 17  | Gwon O-byeong   | 26 de septiembre de 1966 | 20 de mayo de 1968       | 1 año y 237 días.    | Park Chung-hee          | [ 3 ]        |
| 18  | Yi Ho           | 21 de mayo de 1968       | 20 de diciembre de 1970  | 2 años y 213 días.   | Park Chung-hee          | [ 3 ]        |
| 19  | Bae Yeong-ho    | 21 de diciembre de 1970  | 3 de junio de 1971       | 164 días.            | Park Chung-hee          | [ 3 ]        |
| 20  | Sin Jik-su      | 4 de junio de 1971       | 2 de diciembre de 1973   | 2 años y 181 días.   | Park Chung-hee          | [ 3 ]        |
| 21  | Yi Bong-seong   | 3 de diciembre de 1973   | 17 de septiembre de 1974 | 288 días.            | Park Chung-hee          | [ 3 ]        |
| 22  | Hwang San-deok  | 18 de septiembre de 1974 | 3 de diciembre de 1976   | 2 años y 76 días.    | Park Chung-hee          | [ 3 ]        |
| 23  | Yi Seon-jung    | 4 de diciembre de 1976   | 21 de diciembre de 1978  | 2 años y 17 días.    | Park Chung-hee          | [ 3 ]        |
| 24  | Kim Chi-yeol    | 22 de diciembre de 1978  | 13 de diciembre de 1979  | 356 días.            | Park Chung-hee          | [ 3 ]        |
| 25  | Baek Sang-gi    | 14 de diciembre de 1979  | 21 de mayo de 1980       | 159 días.            | Choi Kyu-hah            | [ 3 ]        |
| 26  | O Tak-geun      | 22 de mayo de 1980       | 9 de abril de 1981       | 322 días.            | Chun Doo-hwan           | [ 3 ]        |
| 27  | Yi Jong-won     | 10 de abril de 1981      | 20 de mayo de 1982       | 1 año y 40 días.     | Chun Doo-hwan           | [ 3 ]        |
| 28  | Jeong Chi-geun  | 21 de mayo de 1982       | 23 de junio de 1982      | 33 días.             | Chun Doo-hwan           | [ 3 ]        |
| 29  | Bae Myeong-in   | 24 de junio de 1982      | 18 de febrero de 1985    | 2 años y 239 días.   | Chun Doo-hwan           | [ 3 ]        |
| 30  | Kim Seok-hwi    | 19 de febrero de 1985    | 15 de julio de 1985      | 146 días.            | Chun Doo-hwan           | [ 3 ]        |
| 31  | Kim Seong-gi    | 16 de julio de 1985      | 25 de mayo de 1987       | 1 año y 313 días.    | Chun Doo-hwan           | [ 3 ]        |
| 32  | Jeong Hae-chang | 26 de mayo de 1987       | 24 de febrero de 1988    | 1 año y 192 días.    | Chun Doo-hwan           | [ 3 ]        |
| 32  | Jeong Hae-chang | 25 de febrero de 1988    | 4 de diciembre de 1988   | 1 año y 192 días.    | Roh Tae-woo             | [ 3 ]        |
| 33  | Heo Hyeong-gu   | 5 de diciembre de 1988   | 18 de marzo de 1990      | 1 año y 103 días.    | Roh Tae-woo             | [ 3 ]        |
| 34  | Yi Jong-nam     | 19 de marzo de 1990      | 26 de mayo de 1991       | 1 año y 68 días.     | Roh Tae-woo             | [ 3 ]        |
| 35  | Kim Gi-chun     | 27 de mayo de 1991       | 8 de octubre de 1992     | 1 año y 134 días.    | Roh Tae-woo             | [ 3 ]        |
| 36  | Yi Jeong-u      | 9 de octubre de 1992     | 25 de febrero de 1993    | 139 días.            | Roh Tae-woo             | [ 3 ]        |
| 37  | Bak Hui-tae     | 26 de febrero de 1993    | 7 de marzo de 1993       | 9 días.              | Kim Young-sam           | [ 3 ] [ 5 ]  |
| 38  | Kim Doo-Hee     | 8 de marzo de 1993       | 23 de diciembre de 1994  | 1 año y 290 días.    | Kim Young-sam           | [ 3 ]        |
| 39  | An U-man        | 24 de diciembre de 1994  | 5 de marzo de 1997       | 2 años y 71 días.    | Kim Young-sam           | [ 3 ]        |
| 40  | Choe Sang-yeop  | 6 de marzo de 1997       | 4 de agosto de 1997      | 151 días.            | Kim Young-sam           | [ 3 ]        |
| 41  | Kim Jong-gu     | 5 de agosto de 1997      | 2 de marzo de 1998       | 209 días.            | Kim Young-sam           | [ 3 ]        |
| 42  | Bak Sang-cheon  | 3 de marzo de 1998       | 23 de mayo de 1999       | 1 año y 81 días.     | Kim Dae-jung            | [ 3 ]        |
| 43  | Kim Tae-jeong   | 24 de mayo de 1999       | 7 de junio de 1999       | 14 días.             | Kim Dae-jung            | [ 3 ]        |
| 44  | Kim Jeong-gil   | 8 de junio de 1999       | 20 de mayo de 2001       | 1 año y 346 días.    | Kim Dae-jung            | [ 3 ]        |
| 45  | An Dong-su      | 21 de mayo de 2001       | 23 de mayo de 2001       | 2 días.              | Kim Dae-jung            | [ 3 ] [ 6 ]  |
| 46  | Choe Gyeong-won | 24 de mayo de 2001       | 28 de enero de 2002      | 249 días.            | Kim Dae-jung            | [ 3 ]        |
| 47  | Choe Gyeong-won | 29 de enero de 2002      | 10 de julio de 2002      | 162 días.            | Kim Dae-jung            | [ 3 ]        |
| 48  | Sim Sang-myeong | 11 de julio de 2002      | 5 de noviembre de 2002   | 117 días.            | Kim Dae-jung            | [ 3 ]        |
| 49  | Sim Sang-myeong | 9 de noviembre de 2002   | 26 de febrero de 2003    | 109 días.            | Kim Dae-jung            | [ 3 ]        |
| 50  | Kang Kum-sil    | 27 de febrero de 2003    | 28 de julio de 2004      | 1 año y 152 días.    | Roh Moo-hyun            | [ 3 ] [ 7 ]  |
| 51  | Kim Seung-kew   | 29 de julio de 2004      | 29 de junio de 2005      | 335 días.            | Roh Moo-hyun            | [ 3 ]        |
| 52  | Chun Jung-bae   | 29 de junio de 2005      | 26 de julio de 2006      | 1 año y 27 días.     | Roh Moo-hyun            | [ 3 ]        |
| 53  | Kim Seong-ho    | 28 de agosto de 2006     | 3 de septiembre de 2007  | 1 año y 6 días.      | Roh Moo-hyun            | [ 3 ]        |
| 54  | Jeong Seong-jin | 4 de septiembre de 2007  | 28 de febrero de 2008    | 177 días.            | Roh Moo-hyun            | [ 3 ]        |
| 55  | Kim Gyeong-han  | 29 de febrero de 2008    | 29 de septiembre de 2009 | 1 año y 213 días.    | Lee Myung-bak           | [ 3 ]        |
| 56  | Yi Gwi-nam      | 30 de septiembre de 2009 | 10 de agosto de 2011     | 1 año y 314 días.    | Lee Myung-bak           | [ 3 ]        |
| 57  | Gwon Jae-jin    | 12 de agosto de 2011     | 11 de marzo de 2013      | 1 año y 211 días.    | Lee Myung-bak           | [ 3 ]        |
| 58  | Hwang Kyo-ahn   | 11 de marzo de 2013      | 13 de junio de 2015      | 2 años y 94 días.    | Park Geun-hye           | [ 8 ]        |
| 59  | Kim Ju-hyeon    | 13 de junio de 2015      | 9 de julio de 2015       | 26 días.             | Park Geun-hye           |              |
| 60  | Kim Hyeon-ung   | 9 de julio de 2015       | 29 de noviembre de 2016  | 1 año y 143 días.    | Park Geun-hye           | [ 8 ]        |
| 61  | Yi Chang-jae    | 29 de noviembre de 2016  | 21 de mayo de 2017       | 173 días.            | Park Geun-hye           |              |
| 62  | Yi Geum-ro      | 22 de mayo de 2017       | 18 de julio de 2017      | 27 días.             | Moon Jae-in             |              |
| 63  | Park Sang-ki    | 19 de julio de 2017      | 8 de septiembre de 2019  | 2 años y 51 días.    | Moon Jae-in             | [ 8 ] [ 9 ]  |
| 64  | Cho Kuk         | 9 de septiembre de 2019  | 14 de octubre de 2019    | 35 días.             | Moon Jae-in             | [ 8 ] [ 10 ] |
| 65  | Kim Oh-soo      | 14 de octubre de 2019    | 1 de enero de 2020       | 79 días.             | Moon Jae-in             |              |
| 66  | Choo Mi-ae      | 2 de enero de 2020       | 27 de enero de 2021      | 1 año y 25 días.     | Moon Jae-in             |              |
| 67  | Park Beom-kye   | 28 de enero de 2021      | 9 de mayo de 2022        | 1 año, 118 días      | Moon Jae-in             |              |
| 68  | Han Dong-hoon   | 17 de mayo de 2022       | Actual                   |                      |                         |              |